# Балаклавка
Балакла́ва (Баликла́ва-Озєні́, крим. Balıqlava özeni, також Балакла́вка) — річка в Україні у Балаклавському районі міста Севастополь та Бахчисарайському  районі Автономної Республіки Крим, в південно-західному Криму (басейн Чорного моря).

## Опис
Довжина річки приблизно 4,18 км, найкоротша відстань між витоком і гирлом — 3,33 км, коефіцієнт звивистості річки — 1,26. Формується 3 притоками (Какди-Су, Пелагос, Хун) та загатами.

## Розташування
Бере початок біля колишнього села Ушаковка. Тече переважно на південний схід через колишні населені пункти Кади-Кой, Балаклаву і впадає у Балаклавську бухту (Чорне море).

## Цікаві факти
- На північній стороні від витоку річки пролягає автошлях Р27 (автомобільний шлях регіонального значення на території України, АР Крим — Севастополь — Інкерман)[2].
- На лівому березі річки лежить Балаклавська долина[2].